# Costa do Marfim nos Jogos Olímpicos
A Costa do Marfim mandou atletas para todos os Jogos Olímpicos de Verão realizados desde 1964 exceto em 1980. O país já ganhou até o momento 3 medalhas olímpicas: Gabriel Tiacoh, que ganhou a medalha de prata nos 400 metros masculino em 1984; Cheick Sallah Cissé que obteve a medalha de ouro na competição de Masculino - até 80 kg do taekwondo e Ruth Gbagbi que alcançou a medalha de bronze também no taekwondo na categoria Feminino - até 67 kg, ambos na Rio 2016. Nenhum atleta da Costa do Marfim participou dos Jogos Olímpicos de Inverno.

## Jogos Olímpicos de Verão

### Quadro de medalhas
| Jogos                 | Número de atletas | Ouro           | Prata          | Bronze         | Total          | Classificação geral |                |
| 1896 Atenas           | não participou    | não participou | não participou | não participou | não participou | não participou      | não participou |
| 1900 Paris            | não participou    | não participou | não participou | não participou | não participou | não participou      | não participou |
| 1904 St. Louis        | não participou    | não participou | não participou | não participou | não participou | não participou      | não participou |
| 1908 Londres          | não participou    | não participou | não participou | não participou | não participou | não participou      | não participou |
| 1912 Estocolmo        | não participou    | não participou | não participou | não participou | não participou | não participou      | não participou |
| 1920 Antuérpia        | não participou    | não participou | não participou | não participou | não participou | não participou      | não participou |
| 1924 Paris            | não participou    | não participou | não participou | não participou | não participou | não participou      | não participou |
| 1928 Amsterdã         | não participou    | não participou | não participou | não participou | não participou | não participou      | não participou |
| 1932 Los Angeles      | não participou    | não participou | não participou | não participou | não participou | não participou      | não participou |
| 1936 Berlim           | não participou    | não participou | não participou | não participou | não participou | não participou      | não participou |
| 1948 Londres          | não participou    | não participou | não participou | não participou | não participou | não participou      | não participou |
| 1952 Helsinque        | não participou    | não participou | não participou | não participou | não participou | não participou      | não participou |
| 1956 Melbourne        | não participou    | não participou | não participou | não participou | não participou | não participou      | não participou |
| 1960 Roma             | não participou    | não participou | não participou | não participou | não participou | não participou      | não participou |
| 1964 Tóquio           | 9                 | 0              | 0              | 0              | 0              | –                   |                |
| 1968 Cidade do México | 10                | 0              | 0              | 0              | 0              | –                   |                |
| 1972 Munique          | 11                | 0              | 0              | 0              | 0              | –                   |                |
| 1976 Montreal         | 8                 | 0              | 0              | 0              | 0              | –                   |                |
| 1980 Moscou           | não participou    | não participou | não participou | não participou | não participou | não participou      | não participou |
| 1984 Los Angeles      | 15                | 0              | 1              | 0              | 1              | 33º                 |                |
| 1988 Seul             | 28                | 0              | 0              | 0              | 0              | –                   |                |
| 1992 Barcelona        | 13                | 0              | 0              | 0              | 0              | –                   |                |
| 1996 Atlanta          | 11                | 0              | 0              | 0              | 0              | –                   |                |
| 2000 Sydney           | 14                | 0              | 0              | 0              | 0              | –                   |                |
| 2004 Atenas           | 5                 | 0              | 0              | 0              | 0              | –                   |                |
| 2008 Pequim           | 21                | 0              | 0              | 0              | 0              | –                   |                |
| 2012 Londres          | 9                 | 0              | 0              | 0              | 0              | –                   |                |
| 2016 Rio de Janeiro   | 12                | 1              | 0              | 1              | 2              | 51º                 |                |
| Total                 | 166               | 1              | 1              | 1              | 3              |                     |                |

### Medalhas por esporte
| Esporte   | Ouro | Prata | Bronze | Total |
| Taekwondo | 1    | 0     | 1      | 2     |
| Atletismo | 0    | 1     | 0      | 1     |
| Total     | 1    | 1     | 1      | 3     |

### Lista de medalhas
| Medalha | Atleta              | Jogos               | Esporte   | Categoria             |
| ------- | ------------------- | ------------------- | --------- | --------------------- |
| prata   | Gabriel Tiacoh      | 1984 Los Angeles    | Atletismo | Masculino - 400 m     |
| ouro    | Cheick Sallah Cissé | 2016 Rio de Janeiro | Taekwondo | Masculino - até 80 kg |
| bronze  | Ruth Gbagbi         | 2016 Rio de Janeiro | Taekwondo | Feminino - até 67 kg  |